# 利綏號淺水炮艦
利綏号浅水炮舰，原名祖国號，是一艘浅水炮舰，原为德國青島級淺水炮艦的2号舰。本舰命运坎坷，屡易其主：建成后隶属于德意志帝國海軍的德國東亞分艦隊，在中国内地服役。第一次世界大战期间为中国所俘获，以“利绥”之名加入中国海军，曾一度被苏军空袭击沉，复打捞修复继续使用。日本建立满洲国后，捕获了本舰，后又转交给满洲国，最终被苏军捕获。
本舰德国舰名为德国皇帝威廉二世选择，用以提醒在华德国人勿忘祖国。中华民国捕获后，中文名“利绥”的拉丁转写在西方资料中有不同的写法：民国时期从中文而拼写为Li Sui，满洲国时期从日文而拼写为Risui。

## 设计和概述
本舰和姊妹舰青島號类似，都是为了适应内河航行而设计，干舷极低。
本舰舰体及上层建筑共分为9段进行建造，各舱段依靠螺旋桨传动轴连接起来。动力装置为两台直立三段膨胀式蒸汽机。舰上还配备了一台额定67伏、5千瓦的发电机组。
本舰1903年8月26日建成下水。1904年2月由汉堡-美洲航运公司的汽轮比斯格拉维亚号（Bisgravia）运往中国，在上海重新组装好，1904年5月28日投入使用。

## 舰历

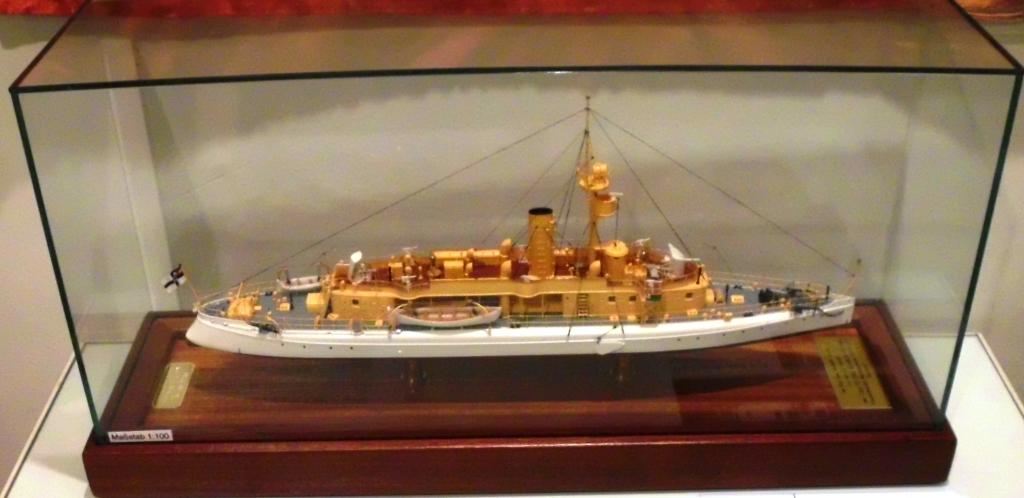
祖国号的模型

### 德国海军时期
祖国号在中国多次在长江及洞庭湖、鄱阳湖等地执行任务。1905年12月18日上海一带发生暴动，德军派出祖国号、虎號两艘炮舰运载陆战队登陆进行行动。
1907年4月，祖国号前往位于长江上游的重庆，5月4日与英国云雀号（HMS Woodlark）、丘鹬号（HMS Woodcock），以及法国炮舰奥利号（Orly）会合。其后祖国号与云雀号一起到达正在发生骚乱的万县，期间祖国号救出了一名德国传教士。由于中国的局势日益动荡，德国海军部认为德国海军有必要在中国内陆长期保持存在，因此从1907年7月起祖国号一直在重庆一带逗留，时间长达22个月。1908年祖国号一度经岷江前往成都。
1910年宜昌发生暴乱，5月祖国号一度前往当地，后返回上海进行维修。1911年动乱持续，祖国号、美洲虎號、大沽號、鱼雷艇S-90号前往汉口，直到5月为止。同年10月辛亥革命爆发，祖国号再度来到汉口进行监视。
1914年第一次世界大战爆发，同年8月18日，祖国号在南京系留。舰员们经陆路抵达青岛，加入辅助巡洋舰鸬鹚号，祖国号上仅留下少量人员作为警卫。其后德国海军将祖国号出售给一家私人空殼公司以试图保存舰艇，并将其改名为国父号（Landesvater）。本来德方想保留舰上武器，但英国驻华公使态度强硬，表示将会以英国军舰进行攻击，德方被迫拆除全部武装丢入长江。

### 中国海军时期
1917年中华民国对德宣战，随后捕获了国父号，并将其改名为“利绥”加入中华民国海军第二舰队。中国海军为利绥号重新配备了武器。
1918年5月，北京政府海军部视察王崇文前往黑龙江、松花江进行勘察，并着手准备在哈尔滨成立江防司令部。海军内同意从第二舰队中选调炮舰江亨号、利捷号（原德国海军水獭号）和利绥号，以及武装拖轮利川号北上。利捷号、利绥号是平底船，吃水又浅，而路途遥远，恐遭风浪，于是两舰在江南造船所进行改装，用木板和水泥加高船舷，再在舱面用木板箍成半圆筒形；另外选派1,000多吨的运输舰靖安号进行拖带。
出发日期选定为风浪较小的夏末秋初，从上海前往东北，穿过俄罗斯驶回中国境内。1919年7月21日，舰队从吴淞口出发，以靖安号舰长甘联璈为队长，历10余天抵达符拉迪沃斯托克（中文旧称海参崴）。8月24日舰队出港，抵达库页岛的一个小港湾。白俄事前拆除了航标，又禁止当地领港员进行引导，舰队被迫困在当地10多天。当地华侨集资购买食品、补给送往舰队处，并协助聘请领港员，舰队9月中旬方才抵达尼古拉耶夫斯克（中文旧称庙街）。此后靖安号自行返航回国，舰队指挥改为江亨号舰长陈世英海军中校继续前进。但舰队在前往哈巴罗夫斯克（中文旧称伯力）时，遭到白俄高梅科夫少将的炮兵袭击，被迫退回尼古拉耶夫斯克。中国政府与白俄当局进行交涉无果，舰队只能滞留当地过冬。
1920年初，红军游击队攻入尼古拉耶夫斯克，旋即与当地留守的日本干涉军发生战斗。日军拼死抵抗，装备不足的游击队转而求助于滞留的中国舰队，借用舰炮及炮弹若干，此即廟街事件（日方称尼港事件）。此事震动日本国内，日本方面指责利绥号直接参与了战斗，对日本兵营进行炮击，北京政府否认这一指控。4月解冻后日本海军军舰包围了中国舰队，而中国军舰一边戒备，一边也做好了自沉的准备。双方僵持不下时，10月红军在远东取得重大进展，日军只能撤退至哈尔滨，中国舰队总算得以继续前进。江防舰队到达后对各舰负责的航段进行了分配，其中利绥号巡防佳木斯至三姓的河道。
1922年，奉系与北洋中央政府的关系日趋紧张，而此时江防舰队已欠饷10个月、靠典当库存衣物勉强维持运作。第一次直奉戰爭爆发前，东北军总参谋杨宇霆游说吉黑江防司令公署少将司令王崇文，后者只好归顺奉系，成为了奉系的东北海军的一部分。
1925年冬，原江防司令公署参谋长、兼利绥号舰长尹祖荫出任江防舰队司令。
1927年，奉系趁着控制了北京政府之利，将原东北海防舰队、东北江防舰队以及原渤海舰队组建为海军联合舰队。利绥号在名义上重归北京政府中央海军。
1928年12月29日，张学良通电易帜。利绥号名义上成为南京政府海军的一部分。
1929年中东路事件爆发，10月12日05:30苏联阿穆尔河区舰队9艘军舰（旗舰雪儿诺夫号、列宁号、杜洛斯基号、克拉士诺芝纳锦号、别得诺达号以及另外4艘武装舰艇。另一说为红色东方号、孙中山号、列宁号、红旗号等数舰）对驻扎在同江的利绥号、利捷号等中国军舰发动攻击。9时苏联空军发起了空袭。苏联军舰迅速命中利绥号，摧毁了舰艏火炮，6人当场战死。利绥号奋力还击，但并未对苏军舰艇造成太大损伤。交战中苏军击沉中国海军4艘舰艇、捕获1艘，利绥号在付出惨重人员伤亡后脱离战斗撤至富锦。10月下旬苏军再次进行空袭，将利绥号击沉。
1930－1931年期间，东北军陆续打捞起江防舰队损失的各舰，并在哈尔滨进行修理。利绥号可能就是在这段时间被打捞出水，并进行修复。

### 结局
1931年九一八事变爆发，日本策划成立了满洲国。1932年2月3日，日军进攻哈尔滨，江防舰队派出炮队上岸支援，但哈尔滨还是在2月5日失守。江防舰队因江面封冻，无法退避，因此在2月15日集体向日军投降。利绥号也在此列。3月1日满洲国成立，5月28日江防舰队改名为满洲国海军江防舰队。
利绥号在江防舰队投降时所有武器都已经被拆除，怀疑可能是江防舰队官兵在投降前就拆走了武器交给了抗日武装。日本将利绥号拖到哈尔滨进行修理并重新武装，配备77毫米炮1门、76毫米高射炮1门、7.7毫米机枪1挺，作为江防舰队成立之初火力最强的军舰，担任江防舰队旗舰。同时日方又在主甲板中部舷侧安装装甲舷墙，以防范陆地上的射击。
1939年2月，满洲国江防舰队不再受日本海军指导，而改由关东军进行率领，改名为江上军编入陆军。利绥号作为江上军较大的舰艇编入江防艇队序列内。这之后数年间利绥号的记载比较模糊而且颇有矛盾之处：根据Weyers手册的记载，利绥号直到1943-1944年都依然列在满洲国海军军舰籍内；但根据Hildebrand等作者的叙述，利绥号在大概1942年时就已经闲置了。
1945年8月9日，苏联对日宣战，关东军及满洲国军队迅速败退。8月17日，江上军残余舰艇集中到哈尔滨附近，时任江上军司令曹秉森下令全部换上民国国旗。20日苏军进入哈尔滨。24日苏军下令江上军所有人员集结进行训话，乘此机会派兵占领了所有舰只。25日苏军将曹秉森等高级军官作为战犯押解至哈巴罗夫斯克，并解散了江上军。此后利绥号的记录欠奉。有网络来源称苏联将利绥号改名为北京号（TS Pekin），但并无此后的叙述。